# Nighthawks (Band)
Nighthawks ist eine deutsche Jazzband im Bereich des Nu Jazz.

## Geschichte
Die beiden Kernmitglieder Dal Martino und Reiner Winterschladen lernen sich beim Gründungskonzert der Formation Trance Groove kennen und bestritten fortan einige Konzerte und Aufnahmen. Ihr Zusammenspiel verdichtete sich 1996, im Sinne einer Musikproduktion für den Film Samantha. Aus Teilen der Filmmusik entstehen längere Tracks, und nach weiterer Auseinandersetzung mit dem Material schließlich 1998 das Album Citizen Wayne. Das stereo magazin zeichnet sie als „Fusion CD des Jahres 1998“ aus.
Nach diesem Erfolg veröffentlichte die Gruppe 2001 ihr bisher erfolgreichstes Album Metro Bar und erreichte damit auf Anhieb Platz 3 der Deutschen Jazzcharts.
Bei Warner Music produzierte man 2004 das Album As the Sun Sets, welches sich ebenfalls gut verkaufte. Von nun war die Band auch live auf Tour zu erleben. Mit 4 veröffentlichten die Nighthawks 2007 ihr viertes Album auf dem Label Herzog Records. Dieses klingt weitaus experimentierfreudiger und grenzt sich von den vorherigen Produktionen ab. Im selben Jahr erschien die LP Selections.
Das 2010 veröffentlichte Today orientiert sich wieder an den Anfängen der Band. Das sechste Album verbindet ihren ursprünglichen Sound mit den musikalischen Ideen, die sie auf ihren weltweiten Konzertreisen gewinnen konnte. 2011 spielte sie auf der Hauptbühne des Hamburger Festivals Elbjazz; der Audio- und Bildmitschnitt dieses Konzerts erschien im Februar 2012 auf CD bzw. DVD.
Die Alben Metro Bar, As the Sun Sets und 4 verkauften sich in Deutschland jeweils über 10.000 mal, so dass die Nighthawks 2005, 2011 und 2013 den German Jazz Award in Gold erhielt.

## Stil
Die Musik von den Nighthawks besteht aus Elementen des Jazz, Dancefloor und Chill-out. Der Musikstil kann auch unter dem Begriff Nu Jazz zusammengefasst werden. Namensgeber der Band war das gleichnamige Bild des Malers Edward Hopper. An den Produktionen sind  Musiker wie Thomas Alkier, Jörg Lehnardt, Jürgen Dahmen, Konstantin und Markus Wienstroer, beteiligt. Neben ihnen sind auch „Special Guests“ wie Anna Maria Jopek und Dominic Miller zu hören.

## Diskografie
- 1998: Citizen Wayne (CD)
- 2001: Metro Bar (CD/Vinyl, DE: Gold (German Jazz Award))[1]
- 2004: As the Sun Sets (CD/Vinyl, DE: Gold (German Jazz Award))
- 2007: 4 (CD/Vinyl, DE: Gold (German Jazz Award))
- 2007: Selection (CD)
- 2010: Today (CD)
- 2012: Live in Hamburg (DVD/CD/Vinyl)
- 2014: Rio Bravo (CD/Vinyl)
- 2016: 707 (The Boeing Album) (CD/Vinyl)
- 2019: Next to the Roxy (live) (CD)
- 2020: Only – Vocaltunes (CD)